# Егерија
Егерија (Latin: [еːˈгɛриа],  стгрч. ἨγερίαἨγερία) је била нимфа којој се приписивала легендарна улога у раној историји Рима као божанска супруга и саветница Нуме Помпилија, другог краља Рима, коме је преносила законе и ритуале који се односе на древну римску религију. Њено име се користи као епоним за женског саветника.

## Порекло и етимологија
Егерија је можда претходила римској митологији: могла је бити италског порекла у светој шуми Ариче у Лацијуму, њеном древном месту, које је такође био гај Дијане Неморенсис („Дијана од Немија“). У Аричи је такође био Манијус Егеријус, мушки пандан Егерије. 
Име Егерија је различито тумачено. Жорж Думезил је претпоставио да име потиче од ē-gerere („издржи“), што сугерише порекло од њене улоге на порођају.  Може да значи и „од црне тополе “ (грчки αιγειρος, aigeiros). 

## Функција
Егерија као нимфа или споредна богиња римског религијског система је нејасног порекла; она је доследно, мада не на сасвим јасан начин, повезана са другом фигуром типа Дијана; познато је да се њихов култ  славио у светим гајевима, као што је локација Неми у Аричи, и још једна у близини Рима; обе богиње су такође повезане са водом која носи чудесна, религиозна или медицинска својства (извор у том гају у Риму био је посвећен искључивој употреби Весталки ); њихов култ се повезивао са другим, мушким фигурама још нејаснијег значења, као што је онај по имену Вирбијус,  или Манијус Егеријус, вероватно млад мушкарац, који је у каснијим годинама поистовећиван са фигурама попут Атиса или Хиполита, због референце на Дијану.
Некада описана као „планинска нимфа“ (Плутарх), обично се сматра воденом нимфом и некако је њен култ укључивао и неку везу са порођајем, попут грчке богиње Илитије.
Али највише од свега, Егерија је давала мудрост и пророчанство у замену за либације водом или млеком у својим светим гајевима. Овај квалитет је постао посебно популаран кроз причу о њеној вези са Нумом Помпилијем (другим легендарним краљем Рима, који је наследио његовог оснивача Ромула).

## Веза са Нумом Помпилијем
Према митологији, она је саветовала и водила краља Нуму Помпилија (латински нумен означава „изражену вољу божанства“ ) у успостављању првобитног оквира римских закона и ритуала. Сматра се да је Нума записао учења Егерије у „светим књигама“ које је сахранио са собом. Када их је случајна несрећа вратила на видело неких 500 година касније, Сенат их је сматрао неприкладним за откривање људима и наредио њихово уништење.  Оно што их је учинило неприкладним била је нека ствар религиозне природе са „политичким“ освртом коју очигледно није пренео Валерије Антије, извор који је Плутарх користио. Дионисије из Халикарнаса наговештава да су их Понтифиције заправо чувале као врло блиску тајну. 
Такође је надарена пророчким способностима.  У другој причи она помаже Нуми у битки духа са самим Јупитером, при чему је Нума настојао да добије заштитни ритуал од удара грома и грмљавине. 
Нума је такође позивао на комуникацију са другим божанствима, као што су Музе;  стога сасвим природно, помало „бледу” фигуру Егерије Римљани су касније категорисали као једно од Камена, божанстава која су изједначена са грчким музама пошто је Рим пао под културни утицај Грчке; па је Дионисије из Халикарнаса Егерију уврстио међу музе. 
Прецизан ниво њеног односа према Нуми описан је различито. Типично јој се даје етикета поштовања coniūncta („супруга“); Плутарх је веома избегавао теме у погледу стварног начина интимности између Нуме и Егерије, и наговештава да је и сам Нума био на нивоу двосмислености.  До Јувеналових дана та традиција је третирана критичније. Јувенал ју је скептичном фразом назвао Нумина amīca (или „пријатељица“). 
Нума Помпилије је умро 673. п. н. е. у старости. Према Овидијевим Метаморфозама, Нумином смрћу Егерија се стопила у сузе туге, постајући тако извор (...donec pietate dolentis / mota soror Phoebi gelidum de corpore fontem / fecit... ), традиционално идентификован са оним у близини Порта Капена у Риму.

## Извор Егерије у Риму
Извор и шумарак који су некада били свети Егерији налазе се близу капије Рима, Порта Капена. Његове воде су биле посвећене искључивој употреби Весталки.  Нимфеум, омиљено излетиште Римљана из деветнаестог века, још увек се може посетити у археолошком парку Кафарела, између Виа Апија и још древније Виа Латина,  у близини Каракалиних терми (каснија градња).
У другом веку, када је Херод Атикус преправио наслеђену вилу у близини као велико уређено имање, природна пећина је формализована као лучни ентеријер са апсидалним завршетком где је некада стајала статуа Егерије у ниши; површине су обогаћене облогама од зеленог и белог мермера и зеленим подовима од порфира и фризовима од мозаика. Првобитни извор, један од десетина извора који се уливају у реку Алмоне, направљен је да храни велике базене, од којих је један био познат као Lacus Salutaris или „Језеро здравља“. 

## У модерној књижевности
- У трагедији енглеске рестаурације Натанијела Лија Луције "Јуније Брут" (1680), Егерија се појављује у визији Брутовом сину Титу.
- Landon in The New Monthly 1826|Песма Летиције Елизабет Лендон Егеријина пећина у The New Monthly Magazine, 1826, описује уметничко представљање Егеријиног извора
- У Оскар Вајлдовом "Важно је звати се Ернест" канон Часабл назива Цецилину учитељицу госпођицу Присм „Егерија“.
- У новели Џозефа Конрада Under Western Eyes, (1911) Мадаме де С___, руска дама „напредних погледа“ се помиње као Егерија Петра Ивановича, „херојског бегунца“ који је писао књиге проповедајући и практиковајући култ жена под обредима посебне посвећености трансценденталним заслугама госпође де С___.